# Collectief onbewuste
Het collectief onbewuste (ook: collectieve onbewuste) is een begrip uit het werk van Carl Gustav Jung. Volgens deze hypothese van Jung is het collectief onbewuste een soort opslagplaats van latente beelden die de mens als soort heeft geërfd uit zijn verleden, een verleden dat zowel dierlijke als menselijke voorouders omvat. Zo zou angst voor duisternis of voor slangen te verklaren zijn, niet uit persoonlijke ervaringen, maar doordat onze voorouders generaties lang deze angsten hebben gekend. Jung schreef dat de hele mythologie een soort projectie is van het collectief onbewuste. Deze zienswijze geniet geen wetenschappelijke geloofwaardigheid binnen het algemeen aanvaarde fysicalisme of materialisme. De positie van Carl Jung behoort meer tot het idealisme.

## Evolutionaire overerving van psychische inhouden
In tegenstelling tot Freud maakt Jung een onderscheid tussen het persoonlijk onbewuste en het collectief onbewuste. Het 'persoonlijk onbewuste' van Freud bestaat uit een wezenlijke inhoud van verdrongen herinneringen en ervaringen. De inhoud van het 'collectief onbewuste' van Jung is echter nooit in het bewustzijn aanwezig geweest en is dus nooit individueel verworven. Dat het kan bestaan dankt het uitsluitend en alleen aan evolutionaire overerving. De menselijke geest is door middel van de hersenen in die opvatting net als het lichaam gepredisponeerd door evolutie. Immers, de hersenen zijn te beschouwen als de voornaamste organen van de geest, zodat het collectief onbewuste afhankelijk is van de evolutie van de hersenen.
Volgens deze hypothese zouden herinneringen aan 'een vorig leven' een herinnering uit het 'collectief onbewuste' kunnen zijn dat de hele mensheid deelt. Gelijkaardige droomsymboliek in verschillende culturen, waarvan ook sporen terug te vinden zijn in de kunst of in de alchemie, duiden volgens Jung ook op die gemeenschappelijke, onbewuste inhouden.  Volgens Jung zien we in het 'collectief onbewuste' de 'oerervaring' van de mens en dus delen alle mensen, in meer of mindere mate, onbewust dezelfde 'oerervaring'.

## Persoonlijk en collectief onbewuste
Jung gebruikt in zijn werken ook regelmatig de term 'archetype', een noodzakelijke aanvulling op het idee van het 'collectief onbewuste'. Het duidt de tegenwoordigheid van enkele psychische vormen aan, die altijd en overal aanwezig zijn. Het is een soort oorspronkelijk patroon waarnaar andere, soortgelijke zaken worden gemodelleerd. Volgens Jung bestaan er immers twee vormen van het psychische systeem, waarvan er een van persoonlijke en een van niet-persoonlijke aard is. Zijn stelling luidt: "In tegenstelling tot het persoonlijke karakter van onze 'bewuste psyche', bestaat er een tweede 'niet-bewust' psychisch systeem van collectieve, 'niet-persoonlijke' aard naast ons normale bewustzijn, dat wij als het enige waarneembare ervaren, zelfs als we het 'persoonlijk onbewuste' eraan toevoegen. Het wordt verkregen door middel van overerving en ontwikkelt zich dus nooit individueel. Het bestaat uit pre-existente vormen die pas secundair bewust kunnen worden en verleent daarbij vaste vorm aan de inhoud van het bewustzijn." Volgens Jung is de droom een gedeeltelijk onwillekeurige werking van de psyche, die niet genoeg bewustzijn bezit om in het waakbestaan te worden gereproduceerd.

## Voorbeelden van archetypen
Als inhouden van het collectief onbewuste noemt Jung onder meer de volgende belangrijke archetypen: de archetypen van de geboorte, de dood, de macht, de held, het kind, God, de duivel, de oude man, moeder aarde, de maan, de zon, de wind, de rivieren, vuur, dieren en ook vele door mensen gemaakte voorwerpen zoals ringen en wapens.
"Er zijn evenveel archetypen als kenmerkende situaties in het leven" schreef Jung. "Door veelvuldige herhaling zijn deze ervaringen in onze psychische constitutie gegrift, niet in de vorm van beelden met een specifieke inhoud, maar aanvankelijk slechts als vormen zonder inhoud, die slechts de mogelijkheid bieden tot een bepaalde wijze van waarnemen en handelen."

## Opvoeding en archetype
Het is dus belangrijk dat, voor een goed begrip van Jungs archetypen, we deze niet opvatten als geheel ontwikkelde geestesbeelden, zoals bijvoorbeeld geheugenbeelden. Zo is het archetype van de moeder niet het beeld van één vrouw, geen foto van een moeder, maar eerder een negatief dat door ervaring moet worden ontwikkeld. Jung benadrukt dan ook het belang van de ervaring voor de ontwikkeling van het kind. Door het tijdens zijn opvoeding in aanraking te laten komen met de meest diverse ervaringen, krijgen de latente beelden des te meer kans zich te ontwikkelen. Vandaar het belang van een gevarieerde omgeving, die zorgt voor een individuatie (bewustmaking) van alle aspecten van het collectief onbewuste.

## Universaliteit van archetypen
Iedereen ter wereld erft volgens Jung dezelfde basis-archetypische beelden. Zo wordt ieder kind geboren met het archetypische beeld van de moeder. Dit voorgevormde beeld ontwikkelt zich stilaan tot de verschijning en het gedrag van de echte moeder. Het is dus door de ervaringen die het kind met zijn moeder beleeft dat dit beeld zich verder ontwikkelt, op basis van een 'klaarliggend' patroon.
Ook het godsbeeld legt Jung op analoge wijze uit. Het archetype 'God' bestaat in oorsprong al in het collectief onbewuste, en het zijn de ervaringen die de persoon op dat gebied in de wereld beleeft die het godscomplex en het beeld van god vormen.

## Invloed
De ideeën van Jung sloegen aan in de Angelsaksische wereld en daarbuiten. Joseph Campbell baseerde zich erop voor zijn populaire werk over comparatieve mythologie, The Hero with a Thousand Faces (1949). Het collectief onbewuste werd een droombestemming van de op geestesverruiming gerichte New Age. Aldous Huxley beweerde dat mescaline en LSD hem toegang verschaften tot de Far West van het collectief onbewuste, with its flora of symbols, its tribes of aboriginal archetypes.

## Kritiek
Wetenschappelijke kritiek heeft het concept 'collectief onbewuste' in grote mate gediscrediteerd. Jung mocht het collectief onbewuste dan wel empirisch noemen, zijn catalogus van mythen en archetypen leende zich nauwelijks of niet voor controle en replicatie. In de ethologie zijn er aanwijzingen gevonden van ingeboren psychologische concepten die de mentale ontwikkeling sturen, zoals bij inprenting.
Ideologisch kwam de theorie in zwaar weer door Jungs collaboratie met de nazi's. Als voorzitter van het Göring-Institut ging hij onderscheid maken tussen een superieur Arisch onbewuste en een inferieur Joods onbewuste. Men verweet Jung 'raciaal mysticisme' en 'arrogant ethnocentrisme'.
Andere kritiek richtte zich op het doorprikken van Jungs verhaal over hoe hij op het idee kwam. Hij beweerde dat de inspiratie gekomen was in 1910, toen hij een boek las van Albrecht Dieterich over de Mithrasliturgie en daarin een passage aantrof die bevreemdend sterk leek op een hallucinatie van een patiënt uit de Burghölzlikliniek (de zon had een fallus die verantwoordelijk was voor de bewegingen van de wind). Nog in 1959 gaf Jung deze versie voor de BBC-camera, hoewel tegen dan duidelijk was geworden dat hij reeds eind 1909 drie assistenten opdracht had gegeven om een studie van Friedrich Creuzer, Symbolik und Mythologie der alten Volkër, uit te pluizen op zoek naar enigerlei verband tussen de oude riten en het materiaal van de patiënten.